# Caproberyx
Caproberyx es un género extinto de peces actinopterigios prehistóricos. Fue descrito por Regan en 1911.
Vivió en el Líbano y el Reino Unido.